# Wolfenstein 3D
Wolfenstein 3D ist ein Computerspiel des US-amerikanischen Entwicklerstudios id Software, das im Mai 1992 für das Betriebssystem MS-DOS erstveröffentlicht wurde. Wolfenstein 3D gilt als Meilenstein der Videospielgeschichte und als Initialzündung für das Genre der Ego-Shooter. Das Spiel arbeitet mit rudimentärer 3D-Grafik. Dargestellt ist ein Szenario des Zweiten Weltkriegs, ergänzt mit Elementen des Science-Fiction und Trash („Mecha-Hitler“).
Wolfenstein 3D wurde in Deutschland aufgrund der Darstellung von Kennzeichen verfassungswidriger Organisationen 1994 bundesweit beschlagnahmt und aufgrund der Gewaltdarstellung durch die BPjS indiziert. Erst im September 2019 kam es zu einer Aufhebung der Beschlagnahme und einen Monat später erfolgte auch die Listenstreichung.
Nach der Erstveröffentlichung im Jahr 1992 erschien der Ego-Shooter auch auf zahlreichen weiteren Plattformen. 2001 kam mit Return to Castle Wolfenstein ein Nachfolger auf den Markt, der das Szenario neu interpretierte. Weitere Fortsetzungen von unterschiedlichen Entwicklern folgten.

## Handlung und Spielprinzip
In Wolfenstein 3D schlüpft man in die Rolle des fiktiven amerikanischen Geheimagenten polnischer Abstammung William „B.J.“ Blazkowicz, der sich in der ersten Episode des Spiels aus seiner Nazi-Gefangenschaft in der Burg Wolfenstein befreien muss. Um dieses Ziel zu erreichen, muss sich der Spieler seinen Weg durch verschiedene Ebenen des Gebäudes freikämpfen. Diese Mission wiederholt sich sinngemäß in den bis zu fünf nachfolgenden Episoden. Als Widersacher treten dem Spieler Wachsoldaten, SS-Männer und deutsche Schäferhunde entgegen, in späteren Missionen muss er sich auch mit Gegnern wie Zombies herumschlagen. Als Endgegner haben beispielsweise Adolf Hitler im Mech-Anzug oder ein Raketen schießender General Fettgesicht ihren Auftritt.
Der Spieler blickt aus der Ich-Perspektive auf das Spielgeschehen und kann seine Spielfigur mittels Tasten horizontal durch den Raum gleitend bewegen bzw. agieren lassen. Da die Spielfigur ausschließlich eine Bewegung auf der Ebene sowie eine Rotation um ihre Längsachse zulässt, handelt es sich bei Wolfenstein 3D um einen Ego-Shooter mit 3 Freiheitsgraden.

## Geschichte und Verbreitung
Die US-amerikanischen Entwickler von id Software hatten mit Hovertank One und Catacomb 3-D schon 1991 Erfahrungen mit der Entwicklung von Ego-Shooter-Spielen mit dreidimensionaler Grafik (3D) aus der Ich-Perspektive gesammelt. Ziel dieser Entwicklungen war ein 3D-Spiel mit schneller, reichhaltiger Grafik. Bis dato waren 3D-Spiele im Hinblick auf ihre Grafik spärlich, langsam oder beides, was ein Eintauchen in das Spielgeschehen erschwert.
Nachdem die Mitglieder von id Software, zu diesem Zeitpunkt John Romero, John Carmack, Tom Hall und Adrian Carmack, im Januar 1992 mit der Entwicklung der nächsten Commander-Keen-Trilogie begonnen hatten, verloren sie unmittelbar darauf das Interesse an weiteren derartigen Side-Scroller-Spielen. Stattdessen sahen sie ihre Zukunft in der Entwicklung eines Ego-Shooters auf Basis der Catacomb-3-D-Engine. Das Setting wurde bei einem Brainstorming der Mitglieder von Castle Wolfenstein von Muse Software aus dem Jahr 1981 abgeleitet – ein Action-Adventure, das zuerst für den Apple II erschienen war. Tom Hall, in seiner Rolle als Kreativchef, verdeutlichte das neue Thema: der Geheimagent William „B.J.“ Blazkowicz bekämpft das Nazi-Regime in drei Episoden. Diese wurden mit „Escape from Castle Wolfenstein“, „Operation: Eisenfaust“ und „Die, Führer, Die!“ bezeichnet. Geplant war noch eine Anzeige der Hardware-Ausstattung des PCs, auf dem das Spiel ausgeführt wird; während der Entwicklungsphase wurde außerdem die Grafik vom EGA-Format mit 16 Farben auf das VGA-Format mit 256 Farben umgestellt.
Bei der Entwicklung von Wolfenstein 3D war John Carmack für die Programmierung der 3D-Engine und der künstlichen Intelligenz der Gegner verantwortlich; John Romero für die Programmierung des Spielgeschehens, das Leveldesign, die Integration von Musik und Sounds, die Anzeigen zwischen den Actionphasen, die Menüs und die Produktionsdetails; Tom Hall für die kreative Ausrichtung, das Spieldesign, die Bereitstellung der Sounds und das Leveldesign; Adrian Carmack für die Gestaltung der Grafik. Bobby Prince wurde mit der Komposition der Musik und der Bereitstellung von Sounds beauftragt. Unmittelbar vor dem Umzug von id Software von Madison, WI nach Mesquite, TX stellten diese zudem Kevin Cloud zur Unterstützung bei der Erstellung der Spielgrafiken ein. Etwas später stieß noch Jay Wilbur hinzu, um den Geschäftsbetrieb von id Software zu übernehmen, den zuvor Mark Rein als President auf Probe inne und von dem sich id Software kürzlich getrennt hatte.
Während anfänglicher Spieltests stellte sich heraus, dass der Spielspaß in schneller Bewegung und schneller Schießaction der Spielfigur liegt und die von Castle Wolfenstein inspirierten langsameren Spielelemente wie „Durchsuchen oder Wegziehen einer Leiche“, „Öffnen einer Truhe zum Erhalt von Beute“ und „Tragen einer Nazi-Uniform“ nebensächlich sind, so dass diese aus dem Spiel entfernt wurden. John Romero betont dazu, dass das Feststellen, wo der Spielspaß bei einem Spiel liegt, und demnach eine frühe Testversion dessen wichtig seien.
Da id Software an der Bezeichnung Wolfenstein festhielt, machte Jay Wilbur die Frau mit Wohnsitz in Baltimore aus, die das gesamte geistige Eigentum von Muse Software erworben hatte. Für 5 000 US$ verkaufte diese den Markennamen Wolfenstein an id Software. Zunächst bot id Software Wolfenstein 3D als Vollversion in einer Schachtel der kanadischen Vertriebsfirma FormGen an, da id Software für diese noch ein Spiel entwickeln musste. FormGen lehnte aber aufgrund des Zweiter-Weltkrieg-Themas ab, so dass die texanische Firma Apogee Software den Vertrieb der Vollversion nach dem Shareware-Vertriebsmodell übernahm.
Dies bedeutete, dass die erste Episode von Wolfenstein 3D als Shareware vertrieben wurde, so dass der interessierte Spieler diese kostenlos ausprobieren konnte. Zum Kauf wurden dann die erste und weitere Episoden des Spiels angeboten. Wer weder kaufen noch zumindest die erste Episode bei id Software registrieren wollte, war aufgefordert, diese von seinem PC wieder zu entfernen.
Wolfenstein 3D wurde von Apogee Software am 5. Mai 1992 veröffentlicht. Dazu wurde an diesem Tag die Shareware-Version nach einem fehlerfreien finalen Testspielen von id Software im Beisein von Scott Miller und George Broussard von Apogee Software um 4 Uhr morgens in die Spiele-Mailbox Software Creations, betrieben von Dan Linton in Clinton, Massachusetts, hochgeladen. Zu diesem Zeitpunkt waren die Vollversion mit bis zu fünf zusätzlichen Episoden und das dazugehörige Hinweisbuch noch nicht fertiggestellt, konnten aber schon vorbestellt werden – in einem Bündel für 60 US$. Daraufhin lagen im ersten Monat nach der Veröffentlichung Apogee Software bereits 4000 Vorbestellungen vor, die einen Umsatz von 240 000 US$ generierten; davon erhielt id Software 120 000 US$ an Lizenzgebühren. Am 15. Juni 1992 übergab id Software die getesteten Master-Disketten der Wolfenstein-3D-Vollversion an Scott Miller. Kunden bekamen dann die Disketten der Vollversion zusammen mit einer Spielanleitung in einem Briefumschlag zugeschickt. Rund ein Jahr später erschien die Vollversion auch in einer Schachtel zum Verkauf in Geschäften, vertrieben durch GT Interactive.
Jeder der anfänglichen Level im Hinweisbuch zu Wolfenstein 3D enthält dessen kürzeste Durchspielzeit von John Romero; ein früher Hinweis auf das bei Ego-Shooter-Spielen populär werdende Speedrunning.
Weltweit wurden bis Ende 1993 jeweils rund 100 000 Exemplare von Wolfenstein 3D und seinem Nachfolger Spear of Destiny verkauft, wobei id Software und Apogee Software sich den Profit für jedes verkaufte Exemplar von Wolfenstein 3D teilten. Da durch das Shareware-Vertriebsmodell die Vollversion telefonisch bei Apogee Software bestellt werden musste, fielen bei einem Verkaufspreis von 50 US$ pro Spiel im Wesentlichen nur dessen Materialkosten von rund 5 US$ an. Bis zum Ende des dritten Quartals 1995 wurden rund 250 000 Exemplare von Wolfenstein 3D verkauft, womit ein Umsatz von 2,5 Millionen US$ erzielt wurde (entspricht im Jahr 2024 rund 5,1 Millionen US$).
Der Quelltext der Wolfenstein-3D-Engine wurde im August/September 1995 unter einer id-eigenen Lizenz veröffentlicht, inzwischen wird er in einem GitHub-Repository vorgehalten. Die Spielinhalte sind allerdings weiterhin geschützt und Eigentum von ZeniMax Media, welche das Spiel weiterhin zum Kauf anbieten.
Zum 20. Jubiläum des Spiels erschien im Mai 2012 eine kostenlose Browserversion mit den ersten drei Episoden der MS-DOS-Version in der Programmiersprache JavaScript auf der Website von Bethesda Softworks. Aufgrund seiner Bedeutung wurde Wolfenstein 3D auch immer wieder in späteren Spielen zitiert. So wurden unter anderem in Doom 2 zwei Bonuslevel geschaffen, die Remakes der Level eins und neun von Wolfenstein 3D sind. Auch in Wolfenstein: The New Order (2014) wurde der erste Level von Wolfenstein 3D als Easter Egg eingebaut.

## Resonanz
Um die wegweisende Stellung von Wolfenstein 3D in der Entwicklungsgeschichte der Ego-Shooter hervorzuheben, zitiert John Romero das Resümee aus dem Wolfenstein-3D-Testbericht von Chris Lombardi in der September-Ausgabe von 1992 der US-amerikanischen Spielezeitschrift Computer Gaming World:

“Castle [sic] Wolfenstein 3-D is, with Ultima Underworld, the first game technologically capable of creating a sufficient element of disbelief-suspension to emotionally immerse the player in a threatening environment, even when viewing it on a flat screen. I can't remember a game making such effective use of perspective and sound and thereby evoking such intense physiological responses from its players. I recommend gamers take a look at this one, if only for a cheap peek at part of interactive entertainment’s potential for a sensory immersed virtual’ [sic] future.”

„Castle [sic] Wolfenstein 3-D ist, zusammen mit Ultima Underworld, das erste Spiel, das technologisch im Stande ist, ein ausreichendes Maß an Reduzierung von Realitätszweifel zu erzeugen, um den Spieler in eine bedrohliche Umgebung eintauchen zu lassen, wenn gleich diese auf einem flachen Bildschirm betrachtet wird. Ich kann mich nicht an ein Spiel erinnern, das derart effektiv die Perspektive und den Sound ausnutzt, um damit solch intensive physiologische Reaktionen seiner Spieler hervorzurufen. Ich empfehle, dass Spieler einen Blick auf dieses eine werfen, wenn bloß für einen günstigen Blick auf einen Teil des Potenzials des interaktiven Entertainments für eine sensorisch vertiefte virtuelle Zukunft.“

In der US-amerikanischen Spielezeitschrift PC Games vom November 1992 bezeichnet Peter Olafson Wolfenstein 3D als ein sehr schnelles und gutes Zweiter-Weltkrieg-Schießspiel, das beim Spieler alle Emotionen hervorrufe. Die Grafik sei an einen Cartoon angelehnt und das Spiel übertrieben. Es erhebe keinen Anspruch auf Realitätsnähe. Zudem weist Olafson auf die Möglichkeit für Speedrunning hin, warnt sensible Spieler vor dem Spielinhalt und erwähnt die Empfehlung von id Software, dass Jugendliche unter 12 Jahren das Spiel nicht spielen sollen.
In der November-Ausgabe von 1996 der Spielezeitschrift Computer Gaming World belegt Wolfenstein 3D in der Liste der 150 besten Spiele aller Zeiten den 97. Platz. In derselben Ausgabe befindet sich Wolfenstein 3D auf Platz 2 der 15 besten Geheimtipps aller Zeiten.
John Romero bemerkt zum Thema Gewalt, dass ein ehemaliger Kriegsgefangener des Vietnamkriegs berichtet habe, dass er durch das Spielen von Wolfenstein 3D mit seiner Vergangenheit konfrontiert worden sei und sich dadurch von seinen Albträumen habe befreien können.
Nachdem John Romero im Sommer 1992 von Shawn Green, einem Mitarbeiter von Apogee Software, bedenkliche Schilderungen über deren Auftragsabwicklung erfahren hatte sowie ein Anruf bei deren Bestellhotline eine Wartezeit von 30 min aufwies, setzte id Software seinem Vertriebspartner Apogee Software ein drei-monatiges Ultimatum, deren papierbehafteten Bestellprozess zu digitalisieren. Ein Ausfall aktueller und zukünftiger Verkäufe und der damit einhergehende Rufschaden war für id Software nicht akzeptabel. Nachdem Apogee Software die Frist verstreichen ließ, kündigte id Software an, deren nächstes Spiel selbst zu vertreiben.

## Technik

### Zielplattform und Programmiersprache
Wolfenstein 3D war ursprünglich konzipiert, um auf PCs mit Intel-80386-Prozessor spielbar zu sein, mit Abstrichen auch mit einem 80286-Prozessor. Ein PC mit 80386-Prozessor bot 1992 mehr Rechenleistung als zu dieser Zeit verfügbare Spielkonsolen und Heimcomputer wie beispielsweise der Commodore Amiga. Zudem war eine VGA-Grafikkarte gefordert, die von Wolfenstein 3D in einer Auflösung von 320 × 200 Pixeln mit einer festen Palette von 256 Farben betrieben wird. Hierzu wird der sogenannte Mode-Y-Grafikmodus verwendet, der die 256 KB Video-RAM der Grafikkarte in vier Speicherbänke à 64 KB aufteilt, welche „übereinander“ im Adressraum der CPU liegen. Damit ist es möglich, einen Schreibzugriff parallel auf die Speicherbänke vorzunehmen und so die Farbe von bis zu vier benachbarten horizontalen Pixeln gleichzeitig einzustellen. Weiterhin werden bei einem Lesezugriff die Farbwerte jeder Speicherbank in vier Registern auf der Grafikkarte gespeichert, welche ebenfalls parallel mit einem Schreibzugriff der CPU in das Video-RAM zurückgeschrieben werden können. Durch Ausnutzen dieser Techniken kann Wolfenstein 3D rund 50 % an Schreibzugriffen während des Spielgeschehens einsparen.
Wolfenstein 3D wurde von id Software ursprünglich auf PCs mit MS-DOS als Betriebssystem in der Programmiersprache C sowie Anteilen in Assemblersprache entwickelt. Als Entwicklungsumgebung kam Borland C++ 3.1 zum Einsatz.

### Grafik-Engine
Die Labyrinthe, in denen Wolfenstein 3D spielt, werden mittels Raycasting dargestellt. Zur Vereinfachung dieses Verfahrens sind alle Räume gleich hoch und befinden sich auf derselben horizontalen Ebene. Diese wird durch ein Raster in identische Quadrate – auch Kacheln oder Tiles genannt – unterteilt, die die Positionen von Wandblöcken, Türen, Gegenständen und Gegnern angeben. Wände können daher nur geradlinig in Nord-Süd- oder Ost-West-Richtung verlaufen und somit nur rechtwinklig zueinander angeordnet werden.
Die Wände und Türen – nur diese werden durch das Raycasting dargestellt – werden durch Texturen bedeckt, was aus Gründen der Rechenleistung für den Boden und die Decke nicht in Frage kam. Die in Nord- und Südrichtung ausgerichteten Wände besitzen eine leicht abgedunkelte Textur und erzeugen so den Eindruck eines Schattens, was der räumlichen Wahrnehmung zugutekommt. Um die Texturen vertikal gemäß dem Abstand von der Spielfigur bei minimaler CPU-Ausführungszeit darzustellen, werden beim Programmstart von Wolfenstein 3D für jede mögliche vertikale Skalierung einer Pixelspalte einer Textur Programmroutinen erzeugt, die diese Skalierung ohne Schleife durchführen (Loop unrolling).

Verlauf der Strahlen aus der Bildebene der virtuellen Kamera

Das Raycasting folgt den Strahlen aus einer virtuellen Kamera, die die Augen der Spielfigur ersetzt und mit dieser fest verbunden ist. Dies wird für jeden der 320 Strahlen (entsprechend der Anzahl der horizontalen Pixel) auf dem Raster solange durchgeführt, bis dieser auf eine Wand oder Tür trifft. Der Schnittpunkt von Strahl und Textur der Wand oder Tür bestimmt die darzustellende Pixelspalte der Textur, die anschließend – passend zum Abstand des Schnittpunkts von der Spielfigur – skaliert in den Bildspeicher kopiert wird.
Die Gegner und alle anderen Levelverzierungen werden nicht durch die Projektion dreidimensionaler Objekte, die mithilfe von Polygonen spezifiziert sind, dargestellt, sondern als Sprites direkt in den Bildspeicher kopiert. Diese werden der Entfernung entsprechend verkleinert oder vergrößert und ggf. nur teilweise, entsprechend ihrer Sichtbarkeit, dargestellt. Hierzu wird die vertikale Skalierung einer Pixelspalte eines Sprites von den gleichen Programmroutinen übernommen, die auch die Wandtexturen vertikal skalieren. Um dabei transparente Pixelabschnitte eines Sprites auszulassen, werden die Instruktionen der skalierenden Programmroutinen zur Laufzeit vor jedem Skalierungsvorgang modifiziert (selbstmodifizierender Code). Dazu liegt für jede Spalte eines Sprites eine Sequenz von „Kommandos“ vor, und jedes Kommando enthält einen vertikalen Abstand, die Anzahl der darzustellenden Pixel und die Pixel selbst.
Alle Sprites unterhalb des Actionfensters, die sich während des Spielgeschehens verändern können, werden von Wolfenstein 3D in einen Bereich des Video-RAMs kopiert, der nicht für die Bilddarstellung verwendet wird. Muss ein solches Sprite dargestellt werden, wird es lokal im Video-RAM mit Hilfe der vier lokalen Register der VGA-Karte kopiert, wodurch der Kopiervorgang um den Faktor vier beschleunigt wird (Caching).
Sämtliche Sprites und andere Grafiken von Wolfenstein 3D wurden mit dem Zeichenprogramm Deluxe Paint II unter MS-DOS erstellt. Da Deluxe Paint selbst nur den langsamen Standardgrafikmodus 13h mit einer Auflösung von 320 × 200 Pixeln und 256 Farben unterstützt, aber für Wolfenstein 3D der schnellere planare Mode-X-Grafikmodus verwendet werden sollte, dies aber bedeutet hätte, dass die in Deluxe Paint erstellten Grafiken im Mode-X, in dem die Pixel quadratisch sind, verzerrt ausgesehen und eine Korrektur zu einer Mehrarbeit geführt hätte, hat man stattdessen den ähnlich arbeitenden planaren Mode-Y-Grafikmodus verwendet, da er die gleiche Auflösung und somit das gleiche Seitenverhältnis, wie der Standardgrafikmodus 13h hat. Für das Design der Labyrinthe wurde der von id Software intern entwickelte Leveleditor TED5 (Tile Editor 5) verwendet.

#### Super Nintendo Entertainment System
Da Wolfenstein 3D auch auf Nintendos SNES portiert werden sollte, die SNES-Hardware allerdings für die PC-basierte Engine zu langsam war, führte dies bei id Software zur Entdeckung des bereits bekannten Binary-Space-Partitioning-Algorithmus (BSP), mit dem eine effiziente SNES-Version umsetzbar wurde. Hierzu kam ein Cross-Compiler auf einem Apple IIGS zum Einsatz. Die Validierung des BSP bei der SNES-Version von Wolfenstein 3D führte dazu, dass BSP auch von Doom für den PC verwendet wird.

### Audio-Engine
Die in Wolfenstein 3D enthaltenen Musikstücke liegen in einem Datenformat vor, das von der CPU als Datenstrom direkt an den auf den AdLib- und Sound-Blaster-Soundkarten verbauten Yamaha-YM3812-Soundchip gesendet werden kann und dann von diesem per FM-Synthese in ein Audiosignal umgewandelt wird.
Geräusche können von Wolfenstein 3D ähnlich einem Musikstück über den Yamaha-YM3812-Soundchip abgespielt werden. Alternativ dazu ist eine Wiedergabe über den PC-Lautsprecher möglich. Als dritte Alternative liegen digitalisierte Ausrufe der Gegner und Geräusche im PCM-Format vor und können über die Disney Sound Source sowie Sound-Blaster-Soundkarten wiedergeben werden. Dabei wird die Stereowiedergabe der Sound-Blaster-Pro-Karte von Wolfenstein 3D ausgenutzt, um die Richtung der Schallquelle im Raum vor dem Spieler zu simulieren.
Wolfenstein 3D unterstützt die Simulation der Schallausbreitung. Dazu können alle Kacheln, die die Fläche eines Raums bilden, einer Soundzone zugeordnet werden; eine geöffnete Tür verbindet die Soundzonen der an sie angrenzenden Räume. So können insbesondere Räume, die nicht durch eine Tür verbunden sind, einer Soundzone zugeordnet werden. Ein Geräusch breitet sich in der Soundzone, in der es erzeugt wird und in allen mit ihr verbundenen Soundzonen aus. Bspw. können damit durch ein Geräusch der Spielfigur Gegner alarmiert werden, die weit von der Spielfigur entfernt sind.

## Modifikationen
Für Käufer der 1994 erschienenen Wolfenstein Super Upgrades wurde ein Editor mitgeliefert, mit dem sich sowohl bestehende Level in Wolfenstein 3D verändern als auch neue Level entwerfen lassen. Allerdings erschienen bereits zuvor nicht offizielle Modifikationen des Spielgeschehens, von denen 815 in den Wolfenstein Super Upgrades enthalten sind. Weiterhin ist ein Programm enthalten, das nach Wahl bestimmter Optionen automatisch 60 neue Level erzeugt.
Einige Modifikationen waren weit verbreitet, unter anderem das Weihnachts-Wolfenstein-3D Xmas Wolf. Hier wurden die Wachsoldaten und SS-Männer durch Weihnachtsmänner und Schneemänner, die mit Schneebällen bewaffnet sind, ersetzt. Neben den Widersachern wurde die Umgebung ebenfalls angepasst, so wurden Fahnen und Wandportraits gegen Weihnachtsbilder und Spruchbänder ausgetauscht; Weihnachtsparaphernalien füllen die Gänge und Räume der Level. Es gab auch Modifikationen, welche sich mit der Pop-Kultur beschäftigten, beispielsweise Barneystein, in der die Zeichentrickfiguren Beavis und Butt-Head des Musiksenders MTV und der lila Dinosaurier Barney als Gegner fungieren. Weiterhin ersetzte eine andere Modifikation die Gegner durch Figuren aus Mortal Kombat, deren Konterfeis zudem die vorhandene Wanddekoration ersetzen. Auch der Kalte Krieg dient als Hintergrund des Spielgeschehens einer Modifikation: Wolfenstein 3d: Red Alert spielt in einem KGB-Gebäude, in dem zuweilen Gegner in roter Uniform vorkommen und sich auf Josef Stalin anspielende Porträts an den Wänden befinden.
Der Umfang an Wolfenstein-3D-Modifikationen überraschte id Software. Dies hatte zur Folge, dass die Möglichkeit zur Modifikation ein Designziel für die nachfolgend von id Software entwickelten Spiele wie beispielsweise Doom und Quake wurde.

## Rechtsprechung und Rechtslage
Wolfenstein 3D wurde ca. zwei Jahre nach Veröffentlichung durch das Amtsgericht München am 25. Januar 1994 (Az. 2 Gs 167/94) und durch das Amtsgericht Tiergarten am 7. Dezember 1994 (Az. 351 Gs 5509/94) wegen des Verbreitens von Propagandamitteln verfassungswidriger Organisationen und der Verwendung von Kennzeichen verfassungsfeindlicher Organisationen beschlagnahmt bzw. eingezogen. Diese Beschlüsse sind nach zehn Jahren verjährt, das Verbreitungsverbot bestand allerdings weiter bis zur Aufhebung der Beschlagnahmen.
Aufgrund der Rechtslage vermieden es deutsche Spielemagazine lange, den Titel namentlich zu nennen. Da Wolfenstein 3D dennoch häufig als Maßstab für Ego-Shooter der ersten Generation herangezogen wurde, wurde es z. B. mit „Der Böse Wolf 3D“ oder „Hundefels 3D“ umschrieben.

### Indizierung und Beschlagnahmung
Mit Bekanntmachung im Bundesanzeiger Nr. 20 vom 29. Januar 1994 wurde Wolfenstein 3D von der Bundesprüfstelle für jugendgefährdende Schriften (BPjS) aufgrund seiner Gewaltdarstellung und nicht wegen der verwendeten NS-Symbole nach § 86a StGB wie Hakenkreuze, Hitler-Bilder oder das Horst-Wessel-Lied im Titelmenü indiziert: „Ausschlaggebend für die Indizierung war vielmehr die spielimmanente Verherrlichung des Selbstjustizgedankens sowie die positive Bewertung und Gewichtung anreißerisch gestalteter Todesszenarien.“ (Entscheidung Nr. 4601 (V)).
Das im selben Jahr wie Wolfenstein 3D veröffentlichte Prequel Spear of Destiny wurde mit Bekanntmachung am 31. März 1999 indiziert, eine Beschlagnahme bzw. Einziehung ist nicht bekannt.
Am 29. November 2018 wurde das Spiel mit strafrechtlicher Relevanz von der mittlerweile als Bundesprüfstelle für jugendgefährdende Medien bezeichneten Behörde auf Listenteil B umgetragen, als die Indizierung nach 25 Jahren gemäß § 18 Abs. 7 S. 2 JuSchG auszulaufen drohte (Entscheidung Nr. G 4/18); als Grund für die weitere Indizierung gab die BPjM Gerichtsentscheidungen gemäß § 86 StGB („Verbreiten von Propagandamitteln verfassungswidriger Organisationen“) an, welche einer Listenstreichung gemäß § 18 Abs. 5 JuSchG im Wege stünden.
Erst im September 2019 kam es nach 25 Jahren zu einer Aufhebung der Beschlagnahme nach §86 StGB durch das Amtsgericht München. Einen Monat später erfolgte dann auch die Listenstreichung des Spiels.

### Entscheidung OLG Frankfurt 1998
Am 18. März 1998 verurteilte das Oberlandesgericht Frankfurt am Main einen „Anhänger der nationalistischen Szene“ nach § 86a StGB aufgrund der Verbreitung von Wolfenstein 3D über eine Mailbox (Az. 1 Ss 407/97). In der Entscheidung äußerte das Gericht im Hinblick auf eine mögliche teleologische Reduktion des Tatbestands als obiter dictum folgende allgemeine Rechtsansicht: „Vielmehr gebietet es der Schutzzweck des § 86a StGB, dass in Computerspielen keine Kennzeichen verfassungswidriger Organisationen gezeigt werden.“ Es komme im konkreten Fall von Wolfenstein 3D auch nicht darauf an, dass sich die Kennzeichen bzw. Symbole in den Räumen des Feindes befanden: Wäre eine solche Verwendung in Videospielen allgemein erlaubt, könnten vor allem Kinder und Jugendliche sich an diese gewöhnen und empfänglicher für die Ideologie des Nationalsozialismus werden. Die sogenannte Sozialadäquanzklausel, welche eine Verwendung erlaubt, wenn diese der Kunst dient, wurde nicht beachtet, weshalb das sogenannte „Wolfenstein-Urteil“ in den Folgejahren aus juristischer Sicht zunehmend kritisch gesehen wurde.
Auf Basis dieser Entscheidung wurde lange pauschal eine USK-Kennzeichnung verweigert, sobald NS-Symbole gemäß § 86a StGB im zu prüfenden Spiel enthalten waren. Die für den hoheitlichen Verwaltungsakt der USK-Kennzeichnung verantwortlichen Obersten Landesjugendbehörden begründeten dies mit einer verwaltungsrechtlichen Unsicherheit einer solchen Kennzeichnung angesichts der Rechtsprechung. Da diese Praxis für (potentielle) Anbieter bzw. Produzenten solcher Spiele enorme Rechtsunsicherheiten mit sich brachte, herrschte lange ein faktisches Pauschalverbot von NS-Symbolen in Videospielen in Deutschland ungeachtet von Kontext und Intention ihrer Verwendung und der zunehmenden Einordnung von Computerspielen als Kunstform; ungeachtet dessen konnten jedoch prinzipiell Symbole im Sinne des § 86a StGB legal verwendet werden, auch da eine USK-Kennzeichnung keine notwendige Bedingung für eine Veröffentlichung in Deutschland ist. Zum 9. August 2018 wurde die Verwaltungspraxis zu Gunsten von Einzelfallentscheidungen geändert, ermöglicht durch eine neue Rechtsauffassung der Obersten Landesjugendbehörden. Dadurch konnte unter anderem die internationale Version von Wolfenstein: Youngblood eine USK-Kennzeichnung erhalten.

## Weitere Wolfenstein-3D-Titel
Im selben und in den Folgejahren erschienen mehrere direkte Fortsetzungen und Erweiterungen zu Wolfenstein 3D:
- 1992 kam eine direkte Fortsetzung zu Wolfenstein 3D namens Spear of Destiny auf den Markt, die aber kaum Veränderungen mit sich brachte und somit eher wie ein Add-On wirkte.[70]
- 1994 veröffentlichte FormGen mit Mission 2: Return to Danger und Mission 3: Ultimate Challenge zwei weitere eigenständige Erweiterungen mit jeweils dem gleichen Umfang wie bereits bei Spear of Destiny.[71]

### Portierungen
Aufgrund des Erfolgs wurde Wolfenstein 3D auf weitere Systeme portiert:
- 1993 kam eine Portierung für Nintendos SNES auf den Markt. In dieser Umsetzung des Spiels wurden in weltweit allen Fassungen die nationalsozialistischen Symbole und Hitler-Portraits verfremdet und der Ablauf der Episoden vertauscht. Als finaler Boss steht dem Spieler damit der Mechameister und – nachdem dieser seine Panzerung verloren hat – der Staatsmeister entgegen, welcher auf Hitler ohne Bart anspielt.[72] Außerdem wurden die Schäferhunde durch überdimensionale Ratten und das Blut außer bei Blazkowicz’ Gesicht in der Anzeige für dessen Gesundheitszustand durch Schweiß ersetzt. Die SNES-Implementierung verwendet kein Raycasting zur Darstellung der Wände und Türen mehr, sondern eine von Polygonen ausgehende 3D-Rasterung, die zum ersten Mal mit Hilfe des Binary Space Partitioning (BSP) optimiert wird. Die Validierung des BSP bei der SNES-Version von Wolfenstein 3D führte dazu, dass BSP auch von Doom für den PC verwendet wird.[73] Der sich hieraus ergebende Geschwindigkeitsgewinn ermöglichte die Programmierung in C und Assembler für die 65C816-basierte CPU des SNES. Hierzu kam ein Cross-Compiler auf einem Apple IIGS zum Einsatz.[8]
- 1994 folgten Umsetzungen für Atari Jaguar[74] durch id Software selbst und für Apple Macintosh von Interplay Entertainment unter Lizenz von id Software. Die Macintosh-Umsetzung wurde von William „Bill“ Heineman basierend auf der SNES-Umsetzung programmiert.[75] Diese Versionen enthalten einige Neuerungen und Verbesserungen, darunter zwei neue Waffen (ein Flammenwerfer und ein Raketenwerfer), verbesserte Sprites und Wandtexturen in doppelter Auflösung sowie ein neu von Brian Luzietti komponierter und klanglich verbesserter Soundtrack.[76][77][78]
- 1995 folgte eine Umsetzung für die 3DO-Interactive-Multiplayer-Konsole durch Interplay Productions, die neben den Erweiterungen der Jaguar- und Macintosh-Versionen einen neu von Todd Dennis komponierten Soundtrack im Stil des Macintosh-Soundtracks besitzt. Programmierer war wie bei der Macintosh-Version Bill Heineman.[79][80]
- 1998 wurde eine Portierung für den Apple IIGS als Freeware veröffentlicht. Diese Version enthält insbesondere neu aufgezeichnete Ausrufe eines deutschen Sprechers.[81][82]
- 2002 erschien eine Eins-zu-eins-Umsetzung des Originals für den Game Boy Advance von BAM! Entertainment in Zusammenarbeit mit dem Entwicklungsunternehmen Stalker. Einzig die Hintergrundmusik ist nicht vorhanden und Spielstände lassen sich erst am Ende eines Levels speichern.[83]
- 2009 wurde Wolfenstein 3D auf dem Marktplatz von Xbox Live und im PlayStation Network veröffentlicht. Aufgrund der Thematik und des Gewaltgrades war das Spiel jedoch bei Erscheinen nicht in Deutschland verfügbar.[84][85]
- Seit 2009 ist eine Umsetzung von Wolfenstein 3D für iOS im App Store von Apple erhältlich, allerdings nicht in Deutschland, Österreich und der Schweiz (Stand 2024).[86] Sie wurde von John Carmack selbst in der Rolle des technischen Direktors von id Software vorgenommen und verwendet eine bilineare Filterung zur Glättung der Grafik.[87]

### Weitere Spiele mit der Wolfenstein-3D-Engine
- Super Noah’s Ark 3D (1994 für das SNES, 1995 für MS-DOS, Wisdom Tree)
- Blake Stone: Aliens of Gold (1993, entwickelt von JAM Productions, veröffentlicht von Apogee Software)
- Blake Stone: Planet Strike (1994, entwickelt von JAM Productions, veröffentlicht von Apogee Software)[88]
- Corridor 7: Alien Invasion (1994, entwickelt von Capstone Software)[88]
- Operation Body Count (1994, entwickelt von Capstone Software)[89]
- Rise of the Triad (1995, entwickelt und veröffentlicht von Apogee Software unter der Leitung von Tom Hall, ursprünglich als Fortsetzung zu Wolfenstein 3D geplant)

## Trivia
- Im Film Das Netz mit Sandra Bullock von 1995 kommt Wolfenstein 3D als Träger eines Computerviruses vor.[90]
- 2007 erschien der Film Der Goldene Nazivampir von Absam 2 – Das Geheimnis von Schloß Kottlitz, der mit Genehmigung von id Software Elemente aus Wolfenstein 3D verwendet.
- Im Rahmen eines Programmierwettbewerbs wurde ein Spiel mit der Semantik von Wolfenstein 3D in JavaScript geschrieben (Wolfenstein 5K), mit dem Hauptziel, die Größe der Programmdatei unterhalb von 5 KB zu halten.[91]
- Der erste Entwurf der Spielanleitung zu Wolfenstein 3D bezeichnete die Gegner als deutsch. Dies wurde auf Anraten von Robert Prince in Nazis abgeändert.[92]
- Wolfenstein 3D inspirierte Ken Silverman zum Programmieren der Nachahmung Ken’s Labyrinth. Seine damit gemachten Erfahrungen flossen in seine Entwicklung der Build-Engine ein, die von dem Ego-Shooter Duke Nukem 3D verwendet wird.[93]